# Midtbanespiller
En midtbanespiller er en position i fodbold. Midtbanespilleren befinder sig på midten af fodboldbanen mellem forsvarsspillerne og angrebsspillerne. Midtbanespillerne skal både forsvare og angribe, hvilket kræver at midtbanespillerne har en stor række færdigheder, bl.a. tackling, dribling, og aflevering.
Der findes 4 slags midtbanespillere: centrale midtbanespillere, defensive midtbanespillere, offensive midtbanespillere og fløjspillere. Normalt benyttes der 3-5 spillere på midtbanen, hvilket kan variere i løbet af en fodboldkamp.

## Central midtbanespiller
En central midtbanespiller (også kaldet midt-midt, fordi de spiller i midten af midtbanen, eller 8'er-positionen) spiller mange forskellige roller i løbet af en kamp. De bedste centrale midtbanespillere kan både tackle, drible, aflevere, skyde og lave løb i dybden. Det er sjældent, hold klarer sig godt uden dygtige centrale midtbanespillere, idet det meste af kampen foregår på den centrale midtbane, og de derfor er mest kontrollerende.
Centrale midtbanespillere er vigtige i opsætning af angreb, da det oftest er de centrale midtbanespillere, der modtager forsvarets tilbageerobrede bold, og derfor hurtigt kan finde de mere offensive spillere.

## Defensiv midtbanespiller
En defensiv midtbanespiller (også kaldet 6'er positionen) er midtbanespiller, der er placeret mellem forsvarsspillerne og de øvrige midtbanespillere. De er mere defensive end andre midtbanespillere og er derfor typisk bedre til at tackle end de andre.
En defensiv midtbanespiller skal:
- Hjælpe forsvaret med at opdække og tackle angrebsspillere
- Fylde hullerne backerne og midterforsvarsspillerne efterlader, hvis de går frem og angriber
- Holde sig foran forsvaret, når det har tilbageerobret bolden. Fordi det er risikabelt at aflevere til en anden forsvarsspiller, er det bedre at aflevere den lige frem til en defensiv midtbanespiller
- Aflevere bolden op ad banen til enten centrale midtbanespillere, offensive midtbanespiller, fløjspillere eller endda angrebsspillere
- Opbakke forsvaret ved at gøre det sværere for modstanderens fløjspillere at komme ind i banen
- Positionere sig, så både de offensive og defensive pligter kan udføres
- Arbejde hårdt idet både angribere og forsvarsspillere har brug for deres støtte
- Være udholdne så de kan arbejde hårdt længe

På mange hold ses det, at der benyttes to defensive midtbanespillere, så den ene kan hjælpe lidt ekstra til i angrebet. Det giver også muligheden for at klare truslen fra begge fløjspillere.

## Offensiv midtbanespiller
En offensiv midtbanespiller (også kaldet 10'er positionen) er en midtbanespiller, der er placeret mellem de øvrige midtbanespillere og angrebsspillerne. De er de mest offensive midtbanespillere, og har derfor oftest de bedste afslutningsfærdigheder, og er oftest dem med flest assister. Offensive midtbanespillere er ofte meget iderige, så de kan aflevere bolden til angribere og fløjspillere i situationer, andre ikke ville have opdaget. Det kræver også gode driblefærdigheder at spille på den offensive midtbane.
En offensiv midtbanespiller skal:
- Lægge op til mål ved at aflevere bolden til angribere, fløjspillere eller andre spillere, så de får bolden i en position, der kan scores fra
- Score mål. En offensiv midtbanespiller skal ikke kun lægge op til mål, men kan også score selv. Enten på langskud eller på andre afslutninger. En god offensiv midtbanespiller scorer 10-15 mål pr. sæson
- Aflevere bolden godt. Ud over at lave assists med deres afleveringer, skal offensive midtbanespillere også kunne lave korte afleveringer frem og tilbage på banen for at bruge tid eller for at vente på en scoringsmulighed
- Drible forsvarende spillere for at komme i mere truende positioner

## Fløjspiller
En fløjspiller (også kaldet højre/venstre midtbanespiller, kantspiller, kant eller bare fløj) er en midtbanespiller, der spiller enten til højre eller venstre på midtbanen. Fløjspillere adskiller sig fra winger, ved ikke udelukkende at have offensive opgaver. Fløjspillere skal også hjælpe backerne med at stoppe modstanderens backer og fløjspillere. Det er meget sjældent, at hold spiller med både winger og fløjspillere.
Fløjspillere er oftest de hurtigste og mest driblestærke spillere på hold, men overgås af og til af andre spillere i disse aspekter.
En fløjspiller skal:
- Drible backer og andre spillere, der udfordrer dem
- Være hurtige så de kan komme forbi backer og andre spillere på en anden måde, samt bevæge sig hurtigt op ad banen
- Se muligheder for at modtage en aflevering ud på kanten for at slå et indlæg, eller ind i banen for at komme hen mod målet
- Lave indlæg til angrebsspillere
- Hjælpe backen med at opdække og tackle modstandernes winger, fløj- og backspillere
- Kunne spille på begge fløje så træneren kan bytte om på fløjene i løbet af kampen grundet taktiske ændringer. Byt-fløje taktikken bruges også af mange hold. Den går ud på at fløjspillerne på højre og venstre side af og til bytter plads for at forvirre modstanderne
- Score mål, hvis de får en chance

Traditionelt spiller højrebenede fløjspillere på højre side og venstrebenede fløjspillere på venstre side, så de kan lave indlæg og afleveringer ind i banen med deres foretrukne ben. I moderne fodbold er det meget normalt at en højrebenet fløjspiller spiller på venstre side og vice versa, så det bliver nemmere at afslutte med det foretrukne ben.